# Тетрабромодикарбонилдиплатина
Тетрабромодикарбонилдиплатина — неорганическое соединение,
бромпроизводное карбонильного комплекса платины
с формулой Pt2(CO)2Br4,
светло-красные кристаллы,
растворяется в воде с разложением.

## Физические свойства
Тетрабромодикарбонилдиплатина образует светло-красные кристаллы.
Растворяется с разложением в воде,
растворяется в абсолютном этаноле, тетрахлорметане, горячем бензоле.